# Ulpius Titianus
Ulpius Titianus (sein Praenomen ist nicht bekannt) war ein im 2. Jahrhundert n. Chr. lebender Angehöriger des römischen Ritterstandes (Eques).
Durch zwei Weihinschriften, die beim Kastell Alauna gefunden wurden und die auf 155/158 datiert werden, ist belegt, dass Titianus Präfekt der Cohors I Baetasiorum civium Romanorum war, die in der Provinz Britannia stationiert war.